# 僧殘
僧残，也作僧初残、众余、众决断、僧始终，音译爲僧伽胝施沙、僧伽婆尸沙、僧伽伐尸沙，现代音译爲桑喀地謝沙，是佛教出家众具足戒（别解脱戒）的第二类重罪的称呼，仅次于波罗夷罪。比丘有十三条，称为十三僧残；比丘尼有十七条，称为十七僧残。
僧殘之名義爲犯戒猶如法命被殺，殘命岌岌可危，須迅速懺悔救護。犯波罗夷罪者，必须逐出僧团爲惩。犯僧残罪者，需要六日六夜行摩那陲滅罪法（梵語，義爲“悅眾意”），留在僧團內觀察，為大眾服務、行苦行，再在20人以上的僧團大眾前認罪懺悔，得到大眾的認可，方能滅罪，恢復僧尼資格。

## 十三比丘僧殘
1. 故出精戒（梵:Śukravisṛṣṭi 巴: sukkavissaṭṭhi）。不得手淫出精。
2. 摩触女人戒（Kāyasaṁsarga 巴: Kāyasaṃsagga）。不得摩觸女人。
3. 与女人粗语戒（粗惡語戒，Maithunābhāṣana 巴: Duṭṭhullavācā）。不得與女人說淫蕩的粗語。
4. 向女人叹身索供戒（Paricaryāsaṁvarṇana 巴: Attakāmapāricariya）。不得勾引女人以身行淫。
5. 媒人戒（Saṁcaritra 巴: Sañcaritta）。不得充當男女關係的媒人。
6. 过量房戒（無主房戒，Mahallaka 巴: Vihārakāra）。不得在不適宜的地基上自建過於廣大的房屋。
7. 有主僧不处分房戒（有主房戒，Kuṭikā 巴: Kuṭikāra ）。不得向施主索取無必要的、過於廣大的房屋。
8. 无根重罪谤他戒（無根謗戒，Amālaka 巴: Duṭṭhadosa）。不得無據誹謗。
9. 假根谤戒（Laiśikam 巴: Dutiyaduṭṭhadosa）。不得謠言誹謗。
10. 破僧违谏戒（Saṁghabheda 巴: Saṅghabheda）。不得因僧人犯戒而破和合僧，且不受勸諫。
11. 助破僧违谏戒（Tadanuvartaka 巴: Bhedānuvattaka）。不得幫助犯戒僧人破和合僧，且不受勸諫。
12. 污家摈谤违僧谏戒（Kuladūṣaka 巴: Kuladūsaka）。不得回贈施主，破平等施，致使白衣有怨驅逐僧團；且不受勸諫。
13. 恶性拒僧违谏戒（Daurvacasya 巴: Dubbaca）。不得以自高心惡意拒絕僧團的忠告，且不受勸諫。

## 十七比丘尼僧殘
1. 媒人戒
2. 无根重罪谤他戒
3. 假根谤戒
4. 言人戒
5. 度贼女戒
6. 界外辄解三举戒
7. 四独戒
8. 受漏心男食戒
9. 劝受染心男子衣食戒
10. 破僧违谏戒
11. 助破僧违谏戒
12. 污家摈谤违谏戒
13. 恶性拒僧违谏戒
14. 习近住违谏戒
15. 谤僧劝习近住违谏戒
16. 嗔心捨三宝违僧三谏戒
17. 发起四诤谤僧违谏戒